# Doctrina de la justificación

Andrés de Vega, De iustificatione doctrina universa, 1572

La doctrina de la justificación (del latín justificatio, en griego dikaiosis δικαιοσις), en teología dogmática, es el evento o proceso por el cual los pecadores son hechos o declarados justos a la vista de Dios. Es un punto central dentro de la teología del cristianismo. Las diferentes versiones de tal doctrina, según el papel que se les dé a la fe y a las obras, a la voluntad del hombre y a la de Dios, al libre albedrío y a la predestinación, son algunas de las principales causas doctrinales de la separación entre protestantes y católicos y entre las distintas ramas del protestantismo (luteranos y calvinistas, y dentro de estos, entre arminianos y gomaristas, etc.). La consecución de un cierto grado de acercamiento entre la Iglesia católica y la Federación Luterana Mundial permitió la firma de una Declaración conjunta sobre la doctrina de la justificación el 31 de octubre de 1999, lo que fue considerado un importante avance en el ecumenismo.

## La justificación en la teología cristiana

### La justificación en la Biblia
En hebreo se emplean las palabras sedeq o sedaqah, que derivan del verbo que significa ser justo o declarar que tal persona es justa o incluso hacer justo en relación con el pecado (cf. Is 53, 11), aunque la mayor parte de las veces en que aparece es con sentido judicial más que espiritual. En los escritos del libro de Isaías se habla de la salvación ofrecida por Dios al pueblo de Israel de manera gratuita, implicando con ello la justificación de sus pecados. Pero también como premio a la fe (cf. Gn 15, 6).
En las cartas de Pablo se usa la expresión δικαίωσις (cf. Rm 4, 25; 5, 18) o δικαίωμα (cf. Rm 5, 16). El sentido dado es el de “hacer justo” por don gratuito. 
La teología cristiana no se dedicó directamente al tema de la justificación sino a través de las disputas relacionadas con la gracia divina. Solo a partir de las controversias de la Reforma se dedica atención a su sentido. 

### En la Reforma
Durante el período de la reforma, los teólogos evangélicos -también llamados protestantes- criticaban la teoría tradicional católica, pues el hombre ya justificado no dependería ni necesitaría del “Cristo vivo” para salvarse. Lutero llegó a decir que el tema de la justificación era el punto que “hace que la Iglesia se mantenga en pie o caiga” (articulus stantis vel cadentis Ecclesiae) y es la razón por la que arremetió contra las indulgencias.
La única forma que el hombre tiene de alcanzar la justificación, según Lutero, es la fe sola, que es la confianza en que Dios con su misericordia perdona al pecador. El perdón así recibido no anula la falta, sino que Dios decide no hacer caso de ella, obviarla, ya que, según afirma Lutero, la concupiscencia –que es parte de la naturaleza corrupta del hombre– se identifica con el pecado original. De ahí que pueda afirmar que el hombre justificado a la vez es justo y pecador. La fe ha de efectuarse por obras. 
Se realizó un intento de conciliación a través de la teoría de la doble justificación que sostenían los profesores de Colonia (Pighi y Gropper): la justificación se recibe por Jesucristo y somos realmente justificados por Él. Ahora bien, el hombre es llamado justo por sus obras de acuerdo con los mandamientos. Pero fue rechazada tanto por el Papa como por Lutero.

### Concilio de Trento
El concilio de Trento afrontó el tema de la justificación en la sesión VI y dio lugar a un decreto aprobado el 13 de enero de 1547, texto que es considerado el más importante del concilio. Las discusiones se prolongaron por siete meses, ya que se trataba del tema más conflictivo en las discusiones con los luteranos. El decreto consta de 33 cánones y, novedad, un cuerpo doctrinal de 16 capítulos. Según H. Küng este tratamiento del tema elevó la justificación a tratado dentro de la teología sistemática, al igual que lo hacen los protestantes.
Inicia recordando la situación en la que se encontraban los hombres tras el pecado y subrayando el hecho de que, aunque la naturaleza había sido dañada, se mantenía el libre albedrío. Luego considera la redención obrada por Jesucristo y recuerda que no todos los hombres sin distinción se salvan o han sido justificados, sino solo aquellos que renacen en Él por el bautismo o por el deseo de este. Sin embargo, recuerda que es necesaria tanto la acción divina de la gracia –que realiza la justificación del pecado original y de los pecados personales– como la libertad y las obras que disponen al alma a recibir la justificación. La justificación implica ese aspecto del perdón de los pecados pero también la elevación, santificación y renovación del hombre. Sobre las causas de la justificación afirma que la gloria de Dios y de Jesucristo, así como la vida eterna, son su causa final. La causa eficiente es Dios mismo. La causa meritoria es Jesucristo. La causa instrumental es el bautismo. La causa formal es la santidad divina.
A continuación el decreto confirma –citando textos de la Biblia– que no basta la fe sola para la justificación, ya que se trata de actuar las tres virtudes teologales y vivir los mandamientos. La fe es principio, inicio, fundamento o raíz de la salvación y esta viene gratuitamente, pues se trata de un don. Con la tradición de los escritos de los Padres de la Iglesia, el decreto reafirma que es posible al hombre, justificado por medio de la gracia, vivir los mandamientos. 
La definición de justificación ofrecida por el decreto es la siguiente:

El paso del estado, en que el hombre nace hijo del primer Adán, al estado de gracia y de adopción de hijos de Dios por el segundo Adán, Jesucristo salvador nuestro
DS 1524

### Iglesia Católica
Para los católicos, la justificación es "el tránsito del estado en que nace el hombre hijo del primer Adan, al estado de gracia y de adopción de los hijos de Dios por el segundo Adán, Jesucristo nuestro Salvador". incluida la transformación de un pecador del estado de injusticia al estado de santidad. Esta transformación es posible al acceder al mérito de Cristo, disponible en la expiación, a través de la fe y los sacramentos. La Iglesia Católica enseña que "la fe sin obras está muerta" y que la fe se perfecciona por las obras.
En la teología católica, todos nacen en un estado de pecado original, lo que significa que la naturaleza pecaminosa de Adán es heredada por todos. Siguiendo a san Agustín, la Iglesia Católica afirma que las personas no son capaces de hacerse justas por sí mismas; en cambio, ellas requieren la gracia de la justificación. La teología católica sostiene que el sacramento del bautismo, que está estrechamente relacionado con la fe, "purifica, justifica y santifica" al pecador; en este sacramento, el pecador es "liberado del pecado" (original y personales). Esto se denomina justificación inicial o "limpieza del pecado", la entrada a la vida cristiana. Los católicos usan Marcos 16:16, Juan 3: 5 y Hechos 2:38 para apoyar este punto de vista en la justificación por el bautismo.
A medida que el individuo progresa en su vida cristiana, continúa recibiendo la gracia de Dios tanto directamente a través del Espíritu Santo como a través de los sacramentos. Esto tiene el efecto de combatir el pecado en la vida del individuo, haciendo que se vuelva más justo tanto en el corazón como en la acción. Si uno cae en pecado mortal, pierde la justificación y puede recuperarla a través del sacramento de la Reconciliación.
En el Juicio Final, las obras individuales serán evaluadas. En ese momento, se demostrará que los justos serán así. Esta es la justificación permanente.

## En el diálogo ecuménico delsigloXX
El tema de la justificación ha estado siempre presente en los encuentros entre protestantes, especialmente luteranos, y católicos. En 1957, Hans Küng publicó un libro sobre la justificación en Karl Barth que contribuyó a minimizar los puntos controvertidos, así como se inició una serie de estudios sobre esta temática en la teología. Así, desde 1972 se han publicado diversos documentos interconfesionales que liman las diferencias, aunque también subrayan los elementos incompatibles. 
El documento más importante es la Declaración conjunta sobre la doctrina de la Justificación que el cardenal Edward Idriss Cassidy, entonces prefecto del Consejo Pontificio para la Unidad de los Cristianos, firmó con el obispo Christian Krause, presidente de la Federación Luterana mundial el 31 de octubre de 1999 –fecha simbólica, pues es aniversario de la publicación de las 95 tesis por parte de Lutero– en Augsburgo. Lo más sustancial, además de aclarar ambos puntos de vista y recordar aquellos elementos comunes que aunque con lenguajes diferentes se mantienen en ambas teologías, es que en este documento se afirma que si las teologías católica y protestante son como las resume el texto, no hay ocasión de condena de unos a otros (cf. núm. 41).

## Comparación de doctrinas
Los católicos y protestantes creen que son justificados por la sola gracia de Dios a través de la fe, una fe activa en la caridad y las buenas obras (fides formata) en el caso de los católicos, mientras en el caso de la mayoría de los protestantes a través de una fe desprovista de caridad y buenas obras (fides informis).